# Wolfgang Makatsch

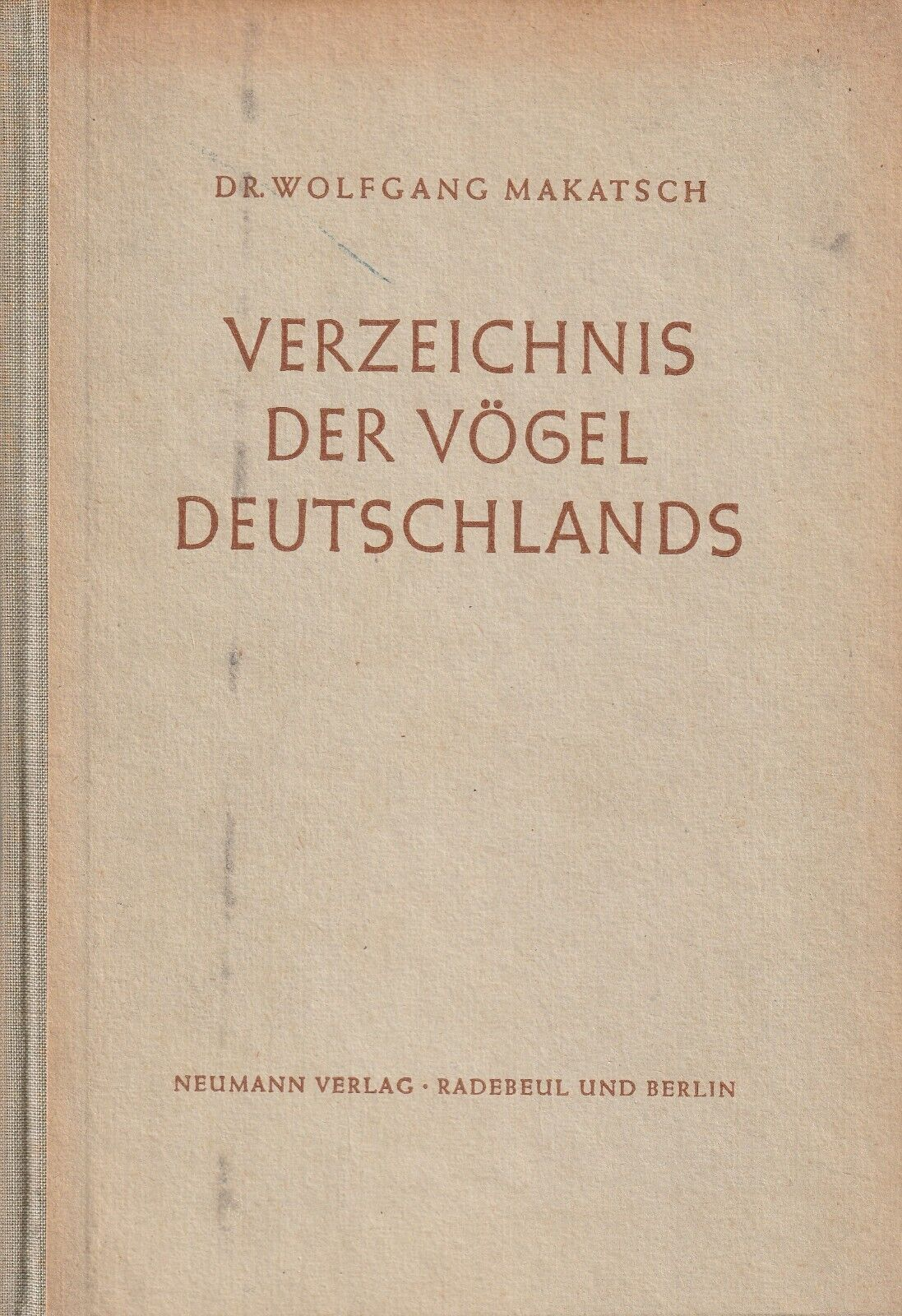
Makatschs Buch Verzeichnis der Vögel der Deutschlands

Wolfgang Makatsch (* 16. Februar 1906 in Zittau; † 23. Februar 1983 in Bautzen) war ein deutscher Ornithologe und Autor von Vogelbestimmungsbüchern. Viele seiner Werke wurden in andere Sprachen übersetzt. Er beschäftigte sich intensiv mit der Oologie.

## Leben und Wirken
Makatsch wuchs in Bautzen auf und studierte von 1926 bis 1928 in Leipzig und München Zoologie, Botanik und Geografie. Später war er Studienassessor an der Leipziger Thomasschule, Volksschullehrer in Probstheida und ab September 1938 Oberschullehrer an der Deutschen Schule in Saloniki. 1941 wurde er zum Militärdienst eingezogen und promovierte im gleichen Jahr mit der Arbeit „Beitrag zur Kenntnis der Vogelwelt Macedoniens“. Nach dem Krieg und der Internierung in einem britischen Lager in Österreich kehrte er nach Bautzen zurück und arbeitete dort als Zeichner in einem Vermessungsbüro.  
Er war Mitarbeiter der Vogelwarten Helgoland und Rossitten (heute Rybatschi). 1967 legte er in seinem Werk „Kein Ei gleicht dem anderen“ die Vermutung nahe, dass die Farbe Weiß die entwicklungsgeschichtlich älteste Farbe der Vogeleier ist. Er begründet dies mit der weißen Farbe der Reptilieneier. Erst die Notwendigkeit, die Eier gegen Beutegreifer zu tarnen, habe zu einer Veränderung der Eierfarbe geführt.
Wolfgang Makatsch unternahm ausgedehnte Reisen, auf denen er 32.000 Eier von 1.200 Vogelarten sammelte. Sie gilt als eine der wissenschaftlich wertvollsten in Europas. Diese Sammlung gehört heute zu den umfangreichsten in Deutschland und befindet sich im Museum für Tierkunde Dresden.

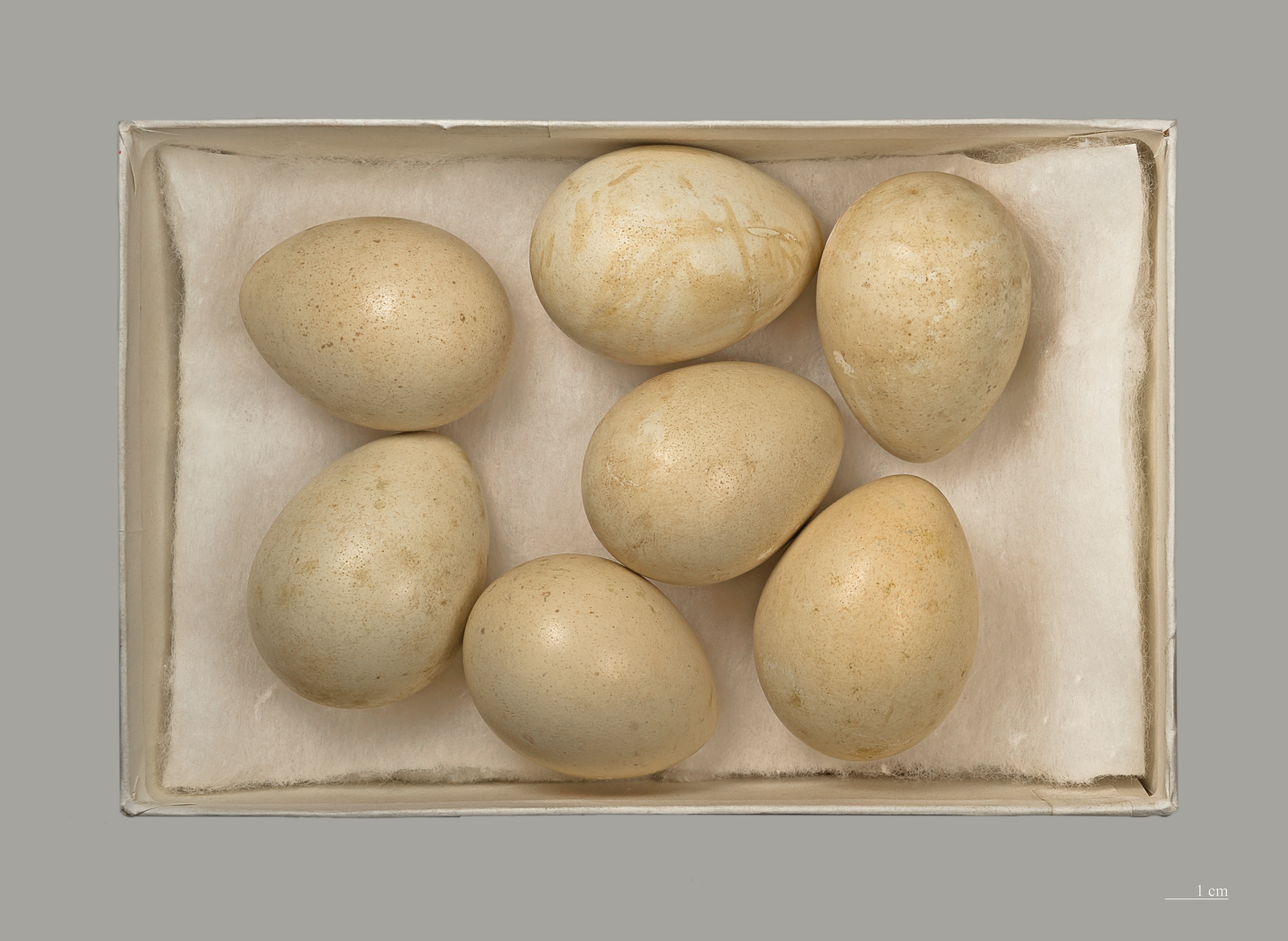
Alpensteinhuhneier aus der Sammlung von Wolfgang Makatsch.

## Veröffentlichungen (Auswahl)
- Unser Kuckuck. A. Ziemsen Verlag, Wittenberg 1949.
- Der Vogel und sein Ei. A. Ziemsen Verlag, Wittenberg 1949.
- Die Vogelwelt Macedoniens. Akademische Verlagsgesellschaft, Leipzig 1950.
- Die Vögel der Seen und Teiche. Neumann Verlag, Radebeul 1952.
- Die Vögel in Feld und Flur. Neumann Verlag, Radebeul 1954.
- Die Vögel der Erde. Systematische Übersicht. Duncker & Humblot Verlag, Berlin, 1954.
- Die Vögel in Haus, Hof und Garten. Neumann Verlag, Radebeul 1957.
- Der Vogel und seine Jungen. Neue Brehm Bücherei 41, 1959.
- Die Vögel in Wald und Heide. Neumann Verlag, Radebeul 1959.
- Die Vögel an Strand und Watt. Neumann Verlag, Radebeul 1962.
- Wir bestimmen die Vögel Europas. Neumann Verlag, Radebeul 1966.
- Kein Ei gleicht dem anderen. Unterhaltsames und Lehrreiches über die Vögel und ihre Eier. Neumann Verlag, Radebeul 1967.
- Die Eier der Vögel Europas. Eine Darstellung der Brutbiologie aller in Europa brütenden Vogelarten. 2 Bände. Neumann Verlag, Radebeul 1974.
- Verzeichnis der Vögel der Deutschen Demokratischen Republik. Neumann Verlag, Leipzig/Radebeul 1981.